# Crkva Uspenja Presvete Bogorodice u Brčkom
Crkva Uspenja Presvete Bogorodice je središnja pravoslavna crkva u Brčkom, u Bosni i Hercegovini, trenutačno u sastavu Zvorničko-tuzlanske eparhije.

## Povijest
U dvorištu pravoslavne crkve u naselju Srpska varoš u Brčkom sagrađeno je 1857. godine Srpsko narodno učilište. Uz njega je je 1868. godine postavljen kamen temeljac za pravoslavnu crkvu koja je sagrađena 1874. godine, posvećena Uspenju Presvete Bogorodice. Crkva je bila podignuta u romanskom stilu s jednim velikim i tri mala tornja. Na zvoniku je bio sat, a u zvoniku četiri zvona.
U Drugom svjetskom ratu 1941. godine crkva je porušena. Obnovljen je 1971. godine. Dok nije bila obnovljena, molitve su se održavale u adaptiranoj zgradi učilišta. Kamen temeljac za novu crkvu je postavljen 1969. godine. Crkva je završena 1971. godine. Ovaj crkva je 2002. godine renovirana i proširena, građena u moravsko-bizantijskom stilu. Oltar je proširen i ozidana četiri tornja, dva na oltarskom dijelu crkve i dva na zadnjem dijelu, pored zvonika. Ikonostas je rađen u duborezu s ikonama, a na zidovima su freske svetitelja. 
Krsna slava crkve je Velika Gospojina ili Uspenje Presvete Bogorodice.

## Vanjske povezice
- Brčko/Crkva uspenja Presvete Bogorodice  Arhivirana inačica izvorne stranice od 25. listopada 2022. (Wayback Machine)